# Chamkar Leu
Chamkar Leu  (tiếng Khmer: ស្រុកចំការលើ) là một huyện (srok, sóc) của Tỉnh Kampong Cham, Campuchia. Huyện lỵ là thị trấn Chamkar Leu. TThị trấn nằm ở nơi gặp nhau giữa Quốc lộ 71 và Quốc lộ 222 và cách Thành phố Kampong Cham khoảng 48 kilômét (30 mi) về phía đông bắc. Huyện phát triển cây cao su phục vụ cho cả sản xuất trong nước và xuất khẩu. Hai hợp tác xã cao su lớn, Nông trường Chamkar Andong và Nông trường Chamkar Leu nằm trong quận này. Với diện tích 6.000 hécta (15.000 mẫu Anh), nông trường cao su quốc doanh Chamkar Andong là một trong những nơi có diện tích trồng cao su lớn nhất nước.

## Vị trí
Theo chiều kim đồng hồ từ hướng bắc, Chamkar Leu giáp với Tỉnh Kampong Thom ở phía bắc và huyện Stueng Trang ở phía đông. Phía nam của Chamkar Leu là các huyện Kampong Siem (đông nam) và Prey Chhor (tây nam). Chamkar Leu có ranh giới phía đông với huyện Baray của tỉnh Kampong Thom.

## Hành chính
| Khum (Xã)       | Phum (Thôn) |
| --------------- | --- |
| Bos Khnaor      | Saray, Doun Thi, Thlok Kravan, Veal Thnong, Bos Khnor, Chranaom, Prasaeur, Dab Meakkakra, Sameakki, kasithan, Samsebbram                                                                        |
| Chamkar Andoung | Chamkar Andoung, Souchey, Svay Chuor, Ou Kravan, Doun Bos, Choam Chrey, Praeus Meas, lex BI, lex dobmuy, sam sibbi, mopeypi, Tamum, lekmoy, sahakkreas, sahakkran, Srongchan, Rongchak, Kromhun |
| Cheyyou         | Spueu Ka, Cheyyou, Ou Pes, Trapeang Ruessei, Trapeang Lpov |
| Lvea Leu        | Kbal Hong Thmei, Kbal Hong Chas, Kralaeng Kaeut, Kralaeng Lech, Lvea Cheung, Lvea Tboung, Phum Bei                                                                                              |
| Spueu           | Banteay Chey, Popreng, Ou Veay, Peaeng Meas Cheung, Peaeng Meas Tboung, Spueu Lech, Spueu Kaeut, Veal                                                                                           |
| Svay Teab       | Trapeang Beng, Pramat Dei, Veal Ri Lech, Svay Teab, Proeks, Thnal Baek Lech, Tang Krang, Mouha, Bos Thlan, Srae Preal, Ou Dar, Thnal Baek Kaeut, Veal Ri Kaeut, Proeks                          |
| Ta Ong          | Ta Ong, Sampoar, Tuol Prak, Tuol Meas, Tuol Paen, Chamraeun Phal, Trapeang Chhuk, Tuol Srov, Phum Samseb, Phum Sammuoy, Phum Sampir, Phum Sambei, Phum Sambuon                                  |
| Ta Prok         | Srae Prang, Rumchek, Neang Laeung, Svay Teab, Ou Ta Saeng, Chhuk, Phlak |

## Nhân khẩu
Huyện được chia thành 8 xã (khum) và 85 làng (phum). Theo thống kê năm 1998 dân số của huyện là 125.862người với 24.338 hộ gia đình. Với dân số trên 100.000 người, Chamkar Leu là huyện đông dân thứ ba tại Kampong Cham, sau Tbong Khmum và Prey Chhor. Số thành viên trung bình trong một hộ tại Chamkar Leu là 5,2 người, lớn hơn không đáng kể so với mức chung của nông thôn Campuchia là 5,1 persons. Tỷ lệ giới tính là 95,5%, với nữa nhiều hơn nam.